# تشاو لينا
تشاو لينا (بالصينية: 趙麗娜) (18 سبتمبر 1991 بالصين - ) هي لاعبة كرة قدم صينية في مركز حراسة المرمى، شاركت في الألعاب الأولمبية الصيفية 2016. وشاركت مع منتخب الصين الوطني لكرة القدم للنساء.

## وصلات خارجية
- تشاو لينا على موقع الاتحاد الدولي (مؤرشف)  (الإنجليزية)
- تشاو لينا على موقع الاتحاد الأوربي (الإنجليزية)
- تشاو لينا على موقع قاعدة بيانات كرة القدم.إي يو (الإنجليزية)
- تشاو لينا على موقع Soccerway.com (الإنجليزية)
- تشاو لينا على موقع أوليمبيديا (الإنجليزية)
- تشاو لينا على موقع اللجنة الأولمبية الصينية (الإنجليزية)